# Kraków-Zwierzyniec
Kraków-Zwierzyniec – stanowisko archeologiczne o charakterze otwartym, położone na terenie Góry św. Bronisławy w Krakowie. 
Na tym stanowisku poświadczona jest obecność różnych faz kulturowych m.in. kultury mustiersko-lewaluaskiej, kultury wschodniomikockiej a także obozowiska kultury szeleckiej i oryniackiej. Od nazwy tego stanowiska pochodzi nazwa jednej z przejściowych kultur między środkowym a górnym paleolitem.